# Pauli Janhonen
Pauli Aapeli Janhonen (* 20. Oktober 1914 in Jyväskylä; † 30. November 2007 ebenda) war ein finnischer Sportschütze.

## Erfolge
Pauli Janhonen nahm an drei Olympischen Spielen teil. 1948 belegte er in London mit dem Freien Gewehr im Dreistellungskampf über 300 m hinter Emil Grünig den zweiten Rang und gewann so die Silbermedaille. Vier Jahre darauf schloss er in Helsinki den Wettkampf in dieser Disziplin auf dem zwölften Platz ab. Bei den Olympischen Spielen 1960 in Rom trat er im Dreistellungskampf mit dem Kleinkalibergewehr über 50 m an, den er auf dem 13. Platz beendete.
Janhonen sicherte sich zwischen 1939 und 1974 insgesamt 28 Medaillen bei Weltmeisterschaften und wurde dabei neunmal Weltmeister. 1939 gewann er in Luzern seinen ersten Weltmeistertitel, als er mit der Kleinkaliber-Mannschaft im stehenden Anschlag den ersten Platz belegte. Acht Jahre später folgte in Stockholm im Dreistellungskampf mit dem Freien Gewehr der zweite Titelgewinn, dem er 1949 in Buenos Aires Goldmedaillen im Dreistellungskampf und im stehenden Anschlag mit dem Kleinkalibergewehr folgen ließ. Zudem gewann er die Mannschaftskonkurrenzen im Dreistellungskampf mit dem Freien Gewehr sowie mit dem Kleinkaliber. Ebenfalls im Dreistellungskampf wurde Janhonen nochmals 1962 in Kairo Weltmeister, jeweils mit dem Standardgewehr und dem Armeegewehr. Seinen neunten Titel gewann er 1974 in Thun im liegenden Anschlag mit der Kleinkaliber-Mannschaft. Neben den neun Goldmedaillen gewann Janhonen außerdem neun Silber- und zehn Bronzemedaillen.